# Guerra scozzese-norvegese
La guerra scozzese-norvegese fu un conflitto intercorso tra i due paesi tra il 1262 ed il 1266. Alla base delle ostilità vi era una disputa sulla sovranità delle Ebridi. La più importante battaglia della guerra fu la battaglia di Largs, il 2 ottobre 1263, dall'esito inconcludente.
La guerra si concluse con il trattato di Perth (1266), con il quale la Norvegia cedeva alla Scozia le Ebridi e l'Isola di Man.